# Ludwig Heinrich von Holleben

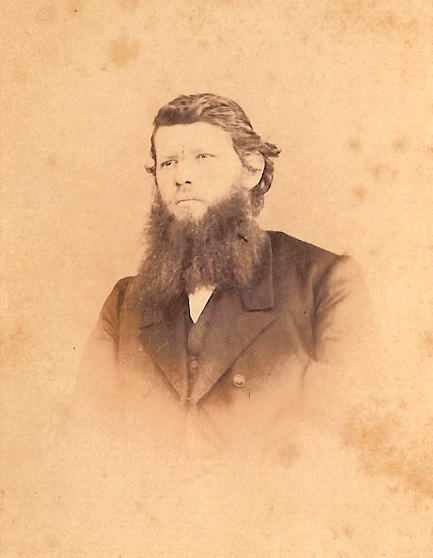
Ludwig Heinrich von Holleben – Luiz Henrique, Barão de Holleben

Ludwig Heinrich von Holleben, bekannt als Luiz Henrique, Barão de Holleben, (* 5. Dezember 1832 in Rudolstadt; † 2. April 1894 in Rio Grande, Brasilien) war ein deutsch-brasilianischer Ingenieur und Beauftragter für die Erschließung des Eisenbahn- und Straßennetzes in Südbrasilien.

## Leben
Holleben wurde am 5. Dezember 1832 als fünftes von sechs Kindern des Karl Ludwig Anton von Holleben, genannt von Normann, (1786–1849) und Ida von Schönberg (1803–1867) aus der zweiten Linie des sächsisch-thüringischen Adelsgeschlecht der Holleben geboren. Bis 1851 besuchte er die  Militärschule in Leipzig und war von 1852 bis 1854 Sekondeleutnant im Infanterieregiment Nr. 29 im Preußischen Heer, stationiert in Trier. 1855 nahm er in der Britisch-Deutschen Fremdenlegion am Krimkrieg teil. In England bildete er sich zum Eisenbahningenieur. Seine erste Ehe mit einer Engländerin, die im Kindbett starb, blieb kinderlos.
1860 ging er zunächst nach Mittelamerika und siedelte 1861 nach Brasilien über. In Südbrasilien übernahm er Aufgaben als Ingenieur für öffentliche Arbeiten in der erst 1853 geschaffenen Provinz Paraná des Kaiserreichs Brasilien, die Siedlungsgebiet deutscher Auswanderer geworden war. Holleben war zunächst als Landvermesser tätig (Parzellierung von Siedlungsgebieten für das paranaensische Grundbesitzgesetz, dem Lei de Terras). 1866 erhielt er die brasilianische Staatsbürgerschaft verliehen.
Er vermaß die Streckenführung der ersten Straße zwischen Curitiba und der Colônia Dona Francisca (heute Joinville), ebenso war er an der Estrada da Graciosa beteiligt. Zu den von ihm vermessenen Eisenbahnstrecken gehörte die Estrada de Ferro Campos a Carangola (EFCC). 1875 legte er im Beisein der Kaiserin und des Kaisers Dom Pedro II. den Grundstein für deren Bahnstation Campos dos Goytacazes. Bei diesem Projekt ging es darum, die Vorläufer der heutigen Bundesstaaten Minas Gerais, Espírito Santo und Rio de Janeiro verkehrstechnisch zu verbinden. In den 1880er Jahren wirkte er an der Eisenbahnverbindung von Montenegro nach Garibaldi (damals Colônia Conde d’Eu) und Bento Gonçalves. Er hatte sich von 1880 bis 1882 an einem Streckenposten niedergelassen, aus dem der heute nach ihm benannte Ort Barão hervorgegangen ist, was jedoch nicht unstrittig ist. Aus einem früheren Wohnsitz ist das heutige Bairro Alto da Glória in Curitiba hervorgegangen, hier besaß er die Villa „Casa da Chácara“, heutiger Sitz des Colégio Estadual do Paraná. Von 1882 bis 1894 wirkte Holleben in Porto Alegre, wo er als Ingenieur am Ausbau des Hafens beteiligt war, bei dem Bau der Straßenbahnlinie Ferro Carril de Pelotas und als leitender Konstrukteur einiger Stecken der Estrada de Ferro Rio Grande-Bagé. In Cerrito, der heutigen Munizipalstadt Pedro Osório, besaß er mit einem Kompagnon ein Handelsgeschäft, welches 1893 bei der Föderalistischen Revolution in Rio Grande do Sul überfallen und geplündert wurde, wodurch er seinen Geschäftsverpflichtungen nicht mehr nachkommen konnte und in den Ruin getrieben wurde. Ein Leben in Schulden war für ihn nicht tragbar, er starb 1894 durch eine Pistolenkugel.
Holleben war noch zweimal verheiratet und hinterließ aus zweiter, 1863 geschlossener Ehe mit Maria da Luz dos Santos, verstorben an Gelbfieber, die Söhne Luís Antônio de Holleben (1866–1951) und Luís Alberto de Holleben (1868–1965), aus dritter Ehe mit Maria de Azevedo Koch weitere fünf Kinder.